# Новоюр'ївська сільська рада
Новою́р'ївська сільська́ ра́да — адміністративно-територіальна одиниця та орган місцевого самоврядування в Новобузькому районі Миколаївської області. Адміністративний центр — село Новоюр'ївка.

## Загальні відомості
- Населення ради: 1 148 осіб (станом на 2001 рік)

## Населені пункти
Сільській раді підпорядковані населені пункти:
- с. Новоюр'ївка
- с. Білоцерківка
- с. Максимівка
- с. Новокостянтинівка

## Склад ради
Рада складається з 14 депутатів та голови.
- Голова ради: Попович Катерина Василівна

### Керівний склад попередніх скликань
| Прізвище, ім'я, по батькові | Основні відомості                                                         | Дата обрання | Дата звільнення |
| --------------------------- | ------------------------------------------------------------------------- | ------------ | --------------- |
| Шепель Петро Григорович     | Сільський голова, 1949 року народження, безпартійний                      | 26.03.2006   | 31.10.2010      |
| Попович Катерина Василівна  | Сільський голова, 1951 року народження, освіта вища, член Партії регіонів | 31.10.2010   |                 |

Примітка: таблиця складена за даними сайту Верховної Ради України

### Депутати
За результатами місцевих виборів 2010 року депутатами ради стали:

#### За суб'єктами висування
| Суб'єкт висування | Кількість обраних депутатів | %   |
| ----------------- | --------------------------- | --- |
| Партія регіонів   | 14                          | 100 |

#### За округами
| № округу        | Прізвище, ім'я, по батькові     | Дата визнання обраним | Освіта  | Партійна приналежність | Відомості про обраного депутата                |
| --------------- | ------------------------------- | --------------------- | ------- | ---------------------- | ---------------------------------------------- |
| Партія регіонів |                                 |                       |         |                        |                                                |
| 1               | Кутін Валентина Іванівна        | 03.11.2010            | середня | член Партії регіонів   | Новоюр'ївська загальноосвітня школа, завгосп   |
| 2               | Каліман Людмила Михайлівна      | 03.11.2010            | середня | член Партії регіонів   | Новоюр'ївського відділення ощадбанку, касир    |
| 3               | Степанова Тетяна Михайлівна     | 03.11.2010            | середня | член Партії регіонів   | приватний підприємець                          |
| 4               | Щербатих Людмила Василівна      | 03.11.2010            | вища    | член Партії регіонів   | СТОВ «Зірка», головний бухгалтер               |
| 5               | Стариченко Андрій Олександрович | 03.11.2010            | середня | позапартійний          | СТОВ «Зірка», різноробочий                     |
| 6               | Томіліна Тетяна Василівна       | 03.11.2010            | середня | член Партії регіонів   | тимчасово не працює                            |
| 7               | Усенко Любов Григорівна         | 03.11.2010            | вища    | член Партії регіонів   | СТОВ «Зірка», бухгалтер                        |
| 8               | Жалейко Олена Григорівна        | 03.11.2010            | вища    | член Партії регіонів   | Новоюр'ївська загальноосвітня школа, вчитель   |
| 9               | Пащенко Микола Олександрович    | 03.11.2010            | середня | член Партії регіонів   | Одноосібник                                    |
| 10              | Рябцева Валентина Кононівна     | 03.11.2010            | середня | член Партії регіонів   | Новоюр'ївська сільська рад, головний бухгалтер |
| 11              | Сліпко Алла Петрівна            | 03.11.2010            | вища    | член Партії регіонів   | Новоюр'ївська загальноосвітня школа, вчитель   |
| 12              | Зарєчна Наталія Миколаївна      | 03.11.2010            | середня | член Партії регіонів   | Домогосподарка                                 |
| 13              | Зінченко Іван Митрофанович      | 03.11.2010            | вища    | член Партії регіонів   | пенсіонер                                      |
| 14              | Снєгур Наталія Миколаївна       | 03.11.2010            | вища    | член Партії регіонів   | Новоюріївська загальноосвітня школа, вчитель   |